# Kościół św. Kazimierza i klasztor kapucynów w Nowym Mieście nad Pilicą
Kościół św. Kazimierza i klasztor kapucynów w Nowym Mieście nad Pilicą – kościół rektorski należący do diecezji łowickiej.

## Historia
Klasztor został ufundowany przez wojewodę rawskiego Kazimierza Granowskiego. Nowa fundacja została zaproponowana zakonnikom w 1762 roku, na co wyraził zgodę w dniu 14 maja 1762 roku arcybiskup gnieźnieński i prymas Polski, Władysław Aleksander Łubieński. W dniu 7 czerwca 1762 roku plac pod budowę został przekazany urzędowo przez fundatora. Świątynia była budowana w latach 1780-1786. Rozbiory Polski i wojny napoleońskie spowodowały, że kościół nie został w pełni ukończony (nie zostały wybudowane boczne kaplice), a jego konsekracja odbyła się dopiero w XIX wieku. Dokonał jej w dniu 1 września 1815 roku biskup Franciszek Remigiusz Zambrzycki, wiceadministrator diecezji warszawskiej. Świątynia reprezentuje styl baroku toskańskiego, o formach charakterystycznych dla budowli kapucynów. Dzięki staraniom prowincjała o. Beniamina Szymańskiego kościół został powiększony w latach 1837-1840 (zostały wtedy dobudowane kaplice z bocznymi ołtarzami), natomiast w latach 1875-1889 dzięki staraniom gwardiana o. Kajetana Tchórzyńskiego wzdłuż świątyni została dobudowana wąska kaplica. Obrazy w ołtarzach zostały namalowane przez Szymona Czechowicza i Franciszka Smuglewicza oraz ich uczniów. Wznoszenie budynków klasztornych zaczęto w 1762 roku, ale dopiero w 1788 roku ich budowa zakończyła się, natomiast w dniu 16 maja 1789 roku klasztor został kanonicznie erygowany.

## Sanktuarium bł. Honorata Koźmińskiego
Najcenniejszym skarbem sanktuarium są relikwie bł. Honorata Koźmińskiego, zakonnika i patrona miasta, który przez wiele lat posługiwał w miejscowym klasztorze. Był twórcą konspiracyjnych form życia zakonnego w czasie zaborów oraz założycielem ponad 20 niehabitowych zgromadzeń. Relikwie błogosławionego spoczywają w bocznym ołtarzu kościoła. Przy sanktuarium działa muzeum poświęcone jego postaci, w którym zgromadzono dokumenty, zdjęcia i przedmioty osobiste. W kościele znajduje się także konfesjonał z 1867 roku, w którym bł. Honorat spowiadał wiernych.

## Galeria

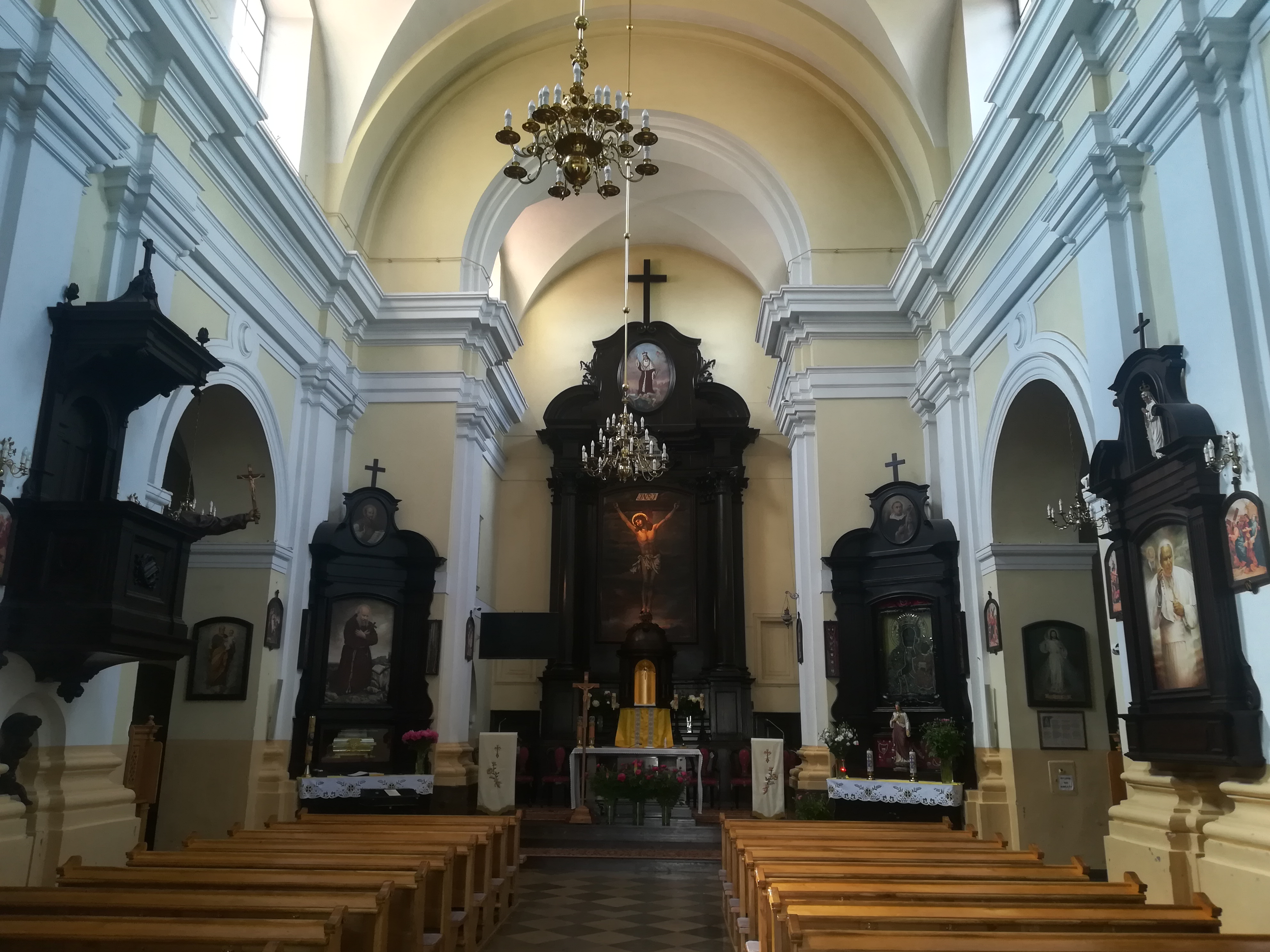
Wnętrze z ołtarzami
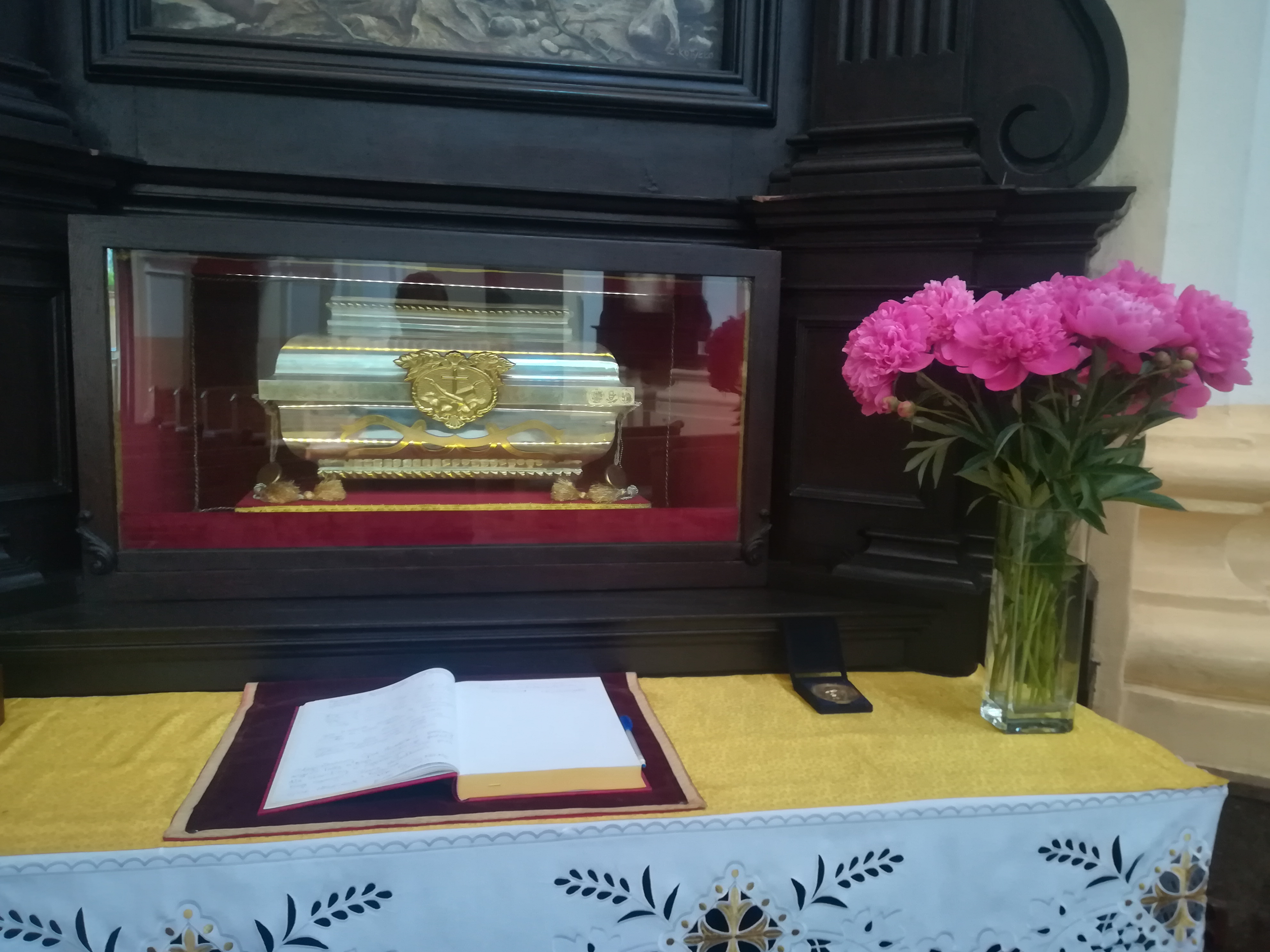
Trumna o. Honorata Koźmińskiego